# Proces załogi Sachsenhausen (1970)
Proces załogi Sachsenhausen (1970) – największy proces wytoczony po zakończeniu II wojny światowej zbrodniarzom obozu Sachsenhausen przez władze zachodnioniemieckie. Miał on miejsce w 1970 i toczył się przed Sądem (Landsgericht) w Kolonii. Akt oskarżenia obejmował mordy dokonywane na Żydach i więźniach wielu narodowości (zwłaszcza rosyjskiej, polskiej, czeskiej i francuskiej) oraz eksterminację jeńców radzieckich. Zarzucane czyny miały miejsce w latach 1937–1944. Na ławie oskarżonych zasiadło ośmiu byłych esesmanów, członków personelu Sachsenhausen. Zapadło pięć wyroków dożywotniego pozbawienia wolności i jedna kara 10 lat pozbawienia wolności. Dwóch oskarżonych uniewinniono.
Wyrok Trybunału w procesie załogi Sachsenhausen przed Sądem w Kolonii:
1. Willi Busse – dożywotnie pozbawienie wolności
2. Richard Hofmann – dożywotnie pozbawienie wolności
3. Otto Kaiser – dożywotnie pozbawienie wolności
4. Erwin Seifert – dożywotnie pozbawienie wolności
5. Josef Nägele – dożywotnie pozbawienie wolności
6. Kurt Simke – 10 lat pozbawienia wolności
7. Heinz-Willi Beerbaum – uniewinniony
8. Artur Braun – uniewinniony